# مروان عبود
مروان عبود (وُلد في 25 أغسطس 1969 في دوما، قضاء البترون – ) هو سياسي وأستاذ محاضر وقاضي لبناني. يشغل منصب محافظ محافظة بيروت منذ يونيو 2020.

## النشأة والتحصيل العلمي
وُلد مروان عبود في قرية دوما في قضاء البترون بمحافظة الشمال في لبنان عام 1969. حصل على إجازة جامعية في الحقوق والعلوم السياسية والإدارية من الجامعة اللبنانية، وخرّيج معهد الدروس القضائية قسم القانون المالي. حائز على درجة الماجستير في القانون العام من الجامعة اللبنانية.

## الحياة العملية
عمل عبود محاضرًا في الجامعة اللبنانية. بدأ العمل في الوظيفة العامة في عام 1993 مراقبًا في ديوان المحاسبة، ثم صار مستشارًا في الديوان عام 1998، ولاحقًا معاونًا للمدعي العام للديوان في الفترة منذ عام 2003 حتى عام 2012. عُين رئيسًا للهيئة العليا للتأديب، واختص في شؤون البلديات.
عُين في عام 2019 رئيسًا لغرفة في ديوان المحاسبة، وتولى الرقابة الإدارية المسبقة والقضائية على بلدية بيروت منذ بداية عام 2020.
عُين محافظًا لمحافظة بيروت في يونيو 2020.

## آراء وتصريحات
في 28 فبراير 2025 شارك في حفل وحدة لبنان من أجل التغيير 2025 حيث صرح قائلًا: "هذا الاحتفال يأتي بعد انتخاب الرئيس ونيل الحكومة الثقة، وهو محطة تاريخية تنقلنا من مرحلة الصمود إلى مرحلة النهوض، ولبنان سيعود إلى استقطاب أبنائه في الداخل والخارج، وسنرى حراكًا اقتصاديًا واجتماعيًا يعيد الروح إلى بيروت وكل لبنان.